# Albert Labík
Albert Labík (13 maggio 2004) è un calciatore ceco, difensore del Karviná, in prestito dallo Slavia Praga.

## Carriera

### Club
Cresciuto nel settore giovanile dello Slavia Praga, nel 2021 è stato assegnato alla squadra riserve dove ha giocato i suoi primi incontri in terza divisione. Nel 2024 è stato ceduto in prestito al Graffin Vlašim in seconda divisione, ma dopo soli sei mesi ha cambiato squadra passando al Teplice dove ha debuttato in prima divisione l'11 febbraio contro il Trinity Zlín.

### Nazionale
Ha giocato con le nazionali giovanili ceche Under-15, Under-18, Under-19, Under-20 ed Under-21.

## Statistiche

### Presenze e reti nei club
Statistiche aggiornate al 7 giugno 2025.
| Stagione              | Squadra               | Campionato            | Campionato | Campionato | Coppe nazionali | Coppe nazionali | Coppe nazionali | Coppe continentali | Coppe continentali | Coppe continentali | Altre coppe | Altre coppe | Altre coppe | Totale | Totale | Totale |
| Stagione              | Squadra               | Comp                  | Pres       | Reti       | Comp            | Pres            | Reti            | Comp               | Pres               | Reti               | Comp        | Pres        | Reti        | Pres   | Reti   |        |
| --------------------- | --------------------- | --------------------- | ---------- | ---------- | --------------- | --------------- | --------------- | ------------------ | ------------------ | ------------------ | ----------- | ----------- | ----------- | ------ | ------ | ------ |
| 2021-2022             | Slavia Praga B        | CFL                   | 24         | 0          | -               | -               | -               | -                  | -                  | -                  | -           | -           | -           | 24     | 0      |        |
| 2022-2023             | Slavia Praga B        | FNL                   | 28         | 0          | -               | -               | -               | -                  | -                  | -                  | -           | -           | -           | 28     | 0      |        |
| Totale Slavia Praga B | Totale Slavia Praga B | Totale Slavia Praga B | 52         | 0          |                 | -               | -               |                    | -                  | -                  |             | -           | -           | 52     | 0      |        |
| 2023-gen. 2024        | Graffin Vlašim        | FNL                   | 15         | 3          | CRC             | 2               | 0               | -                  | -                  | -                  | -           | -           | -           | 17     | 3      |        |
| gen.-giu. 2024        | Teplice               | 1L                    | 14         | 0          | CRC             | 0               | 0               | -                  | -                  | -                  | -           | -           | -           | 14     | 0      |        |
| 2024-2025             | Teplice               | 1L                    | 27         | 1          | CRC             | 3               | 0               | -                  | -                  | -                  | -           | -           | -           | 30     | 1      |        |
| 2024-2025             | Teplice B             | CFL                   | 2          | 0          | -               | -               | -               | -                  | -                  | -                  | -           | -           | -           | 2      | 0      |        |
| Totale carriera       | Totale carriera       | Totale carriera       | 110        | 4          |                 | 5               | 0               |                    | -                  | -                  |             | -           | -           | 115    | 4      |        |